# Paleochóri (Chalcidique)
Paleochóri (grec moderne : Παλαιοχώρι, « Vieux-Village »), est un village de la péninsule grecque de Chalcidique. 
Paleochóri est située dans les terres à la lisière nord du mont Cholomondas. Elle se trouve à environ 80 km au sud-est de Thessalonique.

## Source
- (de) Cet article est partiellement ou en totalité issu de l’article de Wikipédia en allemand intitulé « Paleochori (Chalkidiki) » (voir la liste des auteurs).